# Бобков, Иван Васильевич
Иван Васильевич Бобков — советский государственный и политический деятель, председатель Рязанского областного исполнительного комитета.

## Биография
Родился в феврале 1907 года в Рязанской губернии. Член ВКП(б) с 1936 года.
С 1928 года — на общественной и политической работе. В 1928—1961 гг. — главный агроном в колхозе Ермишинского района Московской области, агроном, старший агроном Управления агротехники и механизации Рязанского областного земельного отдела, контролер, заместитель уполномоченного Комиссии партийного контроля при ЦК ВКП(б) по Рязанской области, заведующий Сельскохозяйственным отделом Рязанского областного комитета ВКП(б), 1-й заместитель председателя, председатель Исполнительного комитета Рязанского областного Совета.
Избирался депутатом Верховного Совета РСФСР 4-го и 5-го созывов.